# Karl Heise (Anthroposoph)
Karl Hermann Heise (* 27. November 1872 in Laucha an der Unstrut; † 18. August 1939) war ein deutscher Anthroposoph und Schriftsteller, der esoterische und verschwörungstheoretische Werke verfasste. Bekannt wurde er vor allem als Autor des Buches Die Entente-Freimaurerei und der Weltkrieg (1919), eines Klassikers der antisemitischen und anti-freimaurerischen Verschwörungsliteratur, in dem er einer gegen Deutschland gerichteten Verschwörung von Freimaurern die Schuld am Ausbruch des Ersten Weltkriegs zuschrieb und für das Rudolf Steiner, der Begründer der Anthroposophie, das Vorwort schrieb und die Druckkosten mittrug.

## Leben und Werk
Über Heises Leben ist wenig bekannt. Von seinem Vater lernte er das Druckerhandwerk und arbeitete dann als Drucker bei Orell Füssli in Zürich. Er war Anhänger des völkischen Runen-Mystikers und Ariosophen Guido von List, Mitglied der Anthroposophischen Gesellschaft in Zürich und des Mazdaznan-Kults. Später trat er dem neugegründeten Illuminatenorden bei.
In seinem Aufsatz Ein Wort zum Kapitel der früheren Erdenleben setzte sich Heise mit der Reinkarnationslehre auseinander und kritisiert sogenannte „Seher“. Seiner Auffassung nach sei das eigentliche „Ich“ eines Menschen auf der devachanischen Ebene zu finden, die noch über der astralischen liege. Dabei bezieht sich Heise explizit auf den Buddhismus und verwahrt sich gegen die Unterstellung, er würde weltanschauliche Elemente „aus dem Osten“ übernehmen. Er schreibt: „Ganz und gar nicht! Es sollte vielmehr gezeigt werden, wie der Abendländer alle notwendigen Erkenntnisse fürs Leben durchaus „daheim“ finden kann, dass sich aber alle wirkliche Welterkenntnis immer auch da wieder zurechtfindet, wo sie wie zufällig auch einmal den Blick dem „Fremdartigen“ zuwendet.“
Seine Rassenlehre entfaltete Heise unter anderem im Aufsatz Das Geheimnis des spirituellen Fortschrittes. Danach war die arische weiße Rasse um die Zeitenwende an ihrem Tiefpunkt angelangt. Aus dem heidnischen Sonnenheiland sei ein Leidender im Diesseits geworden.
Heises verschwörungstheoretische Schrift Die Entente-Freimaurerei und der Weltkrieg wurde durch Vorträge von Rudolf Steiner, dem Begründer der Anthroposophie, während des Krieges angeregt, und Steiner finanzierte auch die Drucklegung und steuerte ein Vorwort bei.

## Rezeption
Heises Entente-Freimaurerei wurde von führenden Nationalsozialisten wie Heinrich Himmler und Alfred Rosenberg rezipiert. Im Jahr seines Erscheinens wurde es in dem wenig später in Völkischer Beobachter umbenannten Münchener Beobachter positiv rezensiert. Und 1923 schrieb Rosenberg: „Unter dem Deckmantel des Freisinns und des Kampfes für den Fortschritt wurden die freimaurerischen Organisationen immer nachdrücklicher ausgenutzt als politisches Mittel der sie zum großen Teil unterstützenden jüdischen Hochfinanz. Wir sehen durch die Jahrzehnte hindurch eine systematische Durchsetzung der Freimaurerlogen mit Vertretern des Judentums vor sich gehen; heute steht fast überall an der Spitze des Freimaurertums ein Jude oder einige von Juden abhängige Nichtjuden. Das ganze Problem läßt sich in diesem Zusammenhang nicht aufrollen; auf drei Schriften muß zwecks Begründung dieser Behauptungen hingewiesen werden: Auf Karl Heise, Die Entente-Freimaurerei und der Weltkrieg, auf Friedrich Wichtl, Weltfreimaurerei, Weltrevolution, Weltrepublik und auf Alfred Rosenberg, Das Verbrechen der Freimaurerei. In diesen Werken findet sich eine genaue Begründung der erhobenen Vorwürfe und die Widerlegung der freimaurerischen Verteidigungsschriften. Aus ihnen geht unwiderleglich hervor, dass die gutgläubige Gefolgschaft in vielen Staaten über die Absichten der eigentlichen Führer nirgends unterrichtet ist, dass, während die einzelnen Brüder von Weltverbrüderung schwärmen, die andern Organisation des Freimaurertums bewußt für national-politische Zwecke ausgenutzt haben.“ 1926 publizierte Heise zusammen mit Rosenberg das Artikel Der rote Faden in der Freimaurerpolitik der Gegenwart in der Zeitschrift Der Weltkampf.

## Veröffentlichungen
Bücher
- Passionslegende und Osterbotschaft im Lichte der occulten Forschung. Zwei Vorträge gehalten am 17. und 29. März 1907 in der Freien Theosophischen Gesellschaft in Zürich, 2. A. Zürich 1907.
- Lourdes, Lorch 1908.
- Karma. Das universale Moralgesetz der Welt. Nach einem Vortrage gehalten in der Freien Theosophischen Gesellschaft in Zürich, Lorch 1909.
- Das Alter der Welt im Lichte der okkulten Wissenschaft, Leipzig 1910.
- Die astrale Konstitution des Menschen. Vom Standpunkte der okkulten Wissenschaft aus dargelegt, Leipzig 1911.
- Entente-Freimaurerei und Weltkrieg. Ein Beitrag zur Geschichte des Weltkrieges und zum Verständnis der wahren Freimaurerei. Finkh, Basel 1919 (in diesem verschwörungstheoretischen Buch lastet Heise Freimaurern, Juden und Theosophen die Schuld am Ersten Weltkrieg an)
  - zweite, im Umfang verdoppelte Auflage 1920 (online – Internet Archive)
  - dritte Auflage 1920 (online).
- Okkultes Logentum. Leipzig 1921. (online – Internet Archive)
- Der katholische Ansturm wider den Okkultismus, 1923.
- Parsifal. Ein Bühnenweih-Festspiel Richard Wagners in okkult-esoterischer Beleuchtung, Berlin-Pankow 1924.
- Wie aus Traum und anderen übersinnlichen Tatsachen Weltgeschichte wurde, Zürich 1930.
- Die esoterische Bedeutung der Tellensage, Zürich 1930.

Beiträge
- Germaniens Runenkunde. Die Initiation in das Geheimnis der Ario-Germanischen Sieben Ur-Heils-Runen. In: Theosophische Kultur, 3. Jahrgang, Februar 1911, Heft 2.
- Die Freimaurerei in aller Welt. In: Weltkampf, 3. Jg. Heft ?